# トンネルダイオード

トンネルダイオードを表す回路記号

トンネルダイオード（tunnel diode）または江崎ダイオード（Esaki diode）は、量子トンネル効果を使った半導体によるダイオードの一種で、高速動作を特徴とするもの。

## 概要
1957年8月、東京通信工業（現ソニー）の江崎玲於奈と助手の黒瀬百合子（後に宮原百合子）が発明した。江崎はこの半導体内のトンネル効果の発見により、1973年のノーベル物理学賞を関連分野の2名と共に受賞している。1960年11月10日、ソニーは特許（267361号）を取得した。

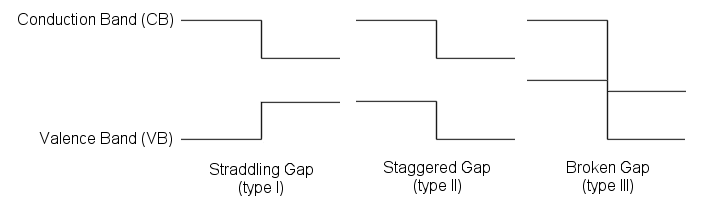
ヘテロ接合における三種類のバンドアラインメント。図中右が type-III である。

トンネルダイオードは数十ナノメートルの幅で高濃度にドープされたpn接合を持つ。高濃度のドープにより大きくバンド端がずれ、バンドアライメントは type-III になる。すなわち、N型半導体側の伝導帯とP型半導体側の価電子帯とがエネルギー的に若干の重なりを持つようになる。
製造
ソニーは1957年からトンネルダイオードの生産を開始し、ゼネラル・エレクトリックなどの企業が1960年ごろからそれに追随した。
通常ゲルマニウムで作られるが、ヒ化ガリウムやシリコンでも製造可能である。
2000年代に入り製造するメーカーの数が減少してきた。
2008年時点でも（少量ながら）生産が続いていた、ということは確認できる。→#メーカー
用途
マイクロ波レベルの高周波回路でよく使われた。
発振回路、増幅回路、周波数コンバータ、検波回路などで  使われる / 使われた 。
論理素子へ応用としては後藤英一によるゴトーペアがある。

## 順バイアス動作
順バイアス動作では、電圧を高くし始めると、非常に狭いpn接合の障壁でN型半導体側の電子とP型半導体側の正孔が整列することで、電子がトンネルを通り抜ける現象が発生する。さらに電圧を高くすると、整列状態が乱れてくるため電流は小さくなっていく。電圧を上げると電流が小さくなるこの状態を「負性抵抗」と呼ぶ。さらに電圧を高くすると、通常のダイオードと同じくpn接合を通して電子が移動するようになり、トンネル効果は失われる。トンネルダイオードで最も重要なのは、負性抵抗を示す電圧領域である。

## 逆バイアス動作
逆方向に電圧をかけると、オフセット電圧がゼロで極端な線形性を示す高速な整流器として機能する。逆バイアスでは正確な二乗特性を示す。
pn接合でP側が電子で満たされN側が正孔が並ぶ状態となり、トンネル効果が逆方向に働く。これをツェナー効果と呼び、ツェナーダイオードでも発生する。

## 技術的比較

トンネルダイオードの大まかなVI曲線。負性抵抗領域を示している。

普通のダイオードでは、順バイアスでは電流が流れ、逆バイアスでは流れない。しかし、「逆方向降伏電圧」を超えると電流が流れ始める（通常、同時に電子部品としての破壊が起きる）。トンネルダイオードでは逆方向降伏電圧がゼロとなるまでP層とN層のドーパント濃度を高め、逆方向では常に導電性を示すようになっている。しかし順バイアスでは「トンネル効果」という現象が起き、電圧を高くすると電流が小さくなるという電圧範囲が存在するようになる。この負性抵抗領域を利用して、四極真空管ダイナトロンを使った発振回路の半導体版を実現できる。
トンネルダイオードは四極管より遥かに高い周波数でも動作できるため、マイクロ波帯で動作する発振回路やトリガー回路に使われた。用途としては、UHFテレビチューナーの局部発振器、オシロスコープのトリガー回路、高速カウンタ回路、立ち上がり時間が非常に高速なパルス発振回路などがある。また、低雑音マイクロ波増幅回路にも使える。しかしその後、より一般的な発振回路に使える半導体素子が開発され、トンネルダイオードの性能を上回るようになっていった。多くの用途で3端子の電界効果トランジスタの方が2端子の素子よりも柔軟性がある。実用的なトンネルダイオードは数ミリアンペアと1ボルト未満の低出力でしか動作できない。ガン・ダイオードも高周波で動作できるという点は同じだが、もっと高出力が可能である。
トンネルダイオードは他のダイオードに比べて放射線に耐性がある。そのため宇宙用など放射線にさらされる環境でよく使われている。

### 寿命
トンネルダイオードの応用が広がらなかったことについて、本命と考えられたGaAsトンネルダイオードの劣化が激しかった、と書いている文献がある。一方で、江崎らがネイチャー誌に発表した論文（2010年掲載）では、保存していた50年前の素子を簡単に試験して満足な結果が得られたとしている。また、半導体素子は一般に極めて安定しているとし、室温に保たれた場合の寿命はほぼ「無限」だとしている。報道されたコメントでは「非常に微細な構造が重要な役割を果たすため、経年による劣化に興味があった」という。

## 共鳴トンネルダイオード
共鳴トンネルダイオード（Resonant Tunneling Diode ; RTD）は単体で直接テラヘルツ波を発生する半導体素子の1つで近年、活発に研究が行われる。これまでテラヘルツ波の発振に用いられてきたフェムト秒レーザーと光伝導アンテナや非線形材料による時間領域分光システムや、固体レーザー励起によるパラメトリック発振器、ガスレーザー、電子管、半導体素子などは、発生周波数、出力と効率、動作温度、スペクトルやコヒーレンスの特性、波長可変などの機能、コンパクトさ、取り扱いやすさなどで、一長一短だった。RTDはその電流-電圧特性においてある印加電圧の範囲で負性抵抗を示し、この時に単一周波数にてテラヘルツ波をCW発振する。電子の遅延時間を短縮する構造により現在までに1.42THzの室温発振が得られており、アンテナ構造の考案やアレイによる高出力化も行われている。

## 外観

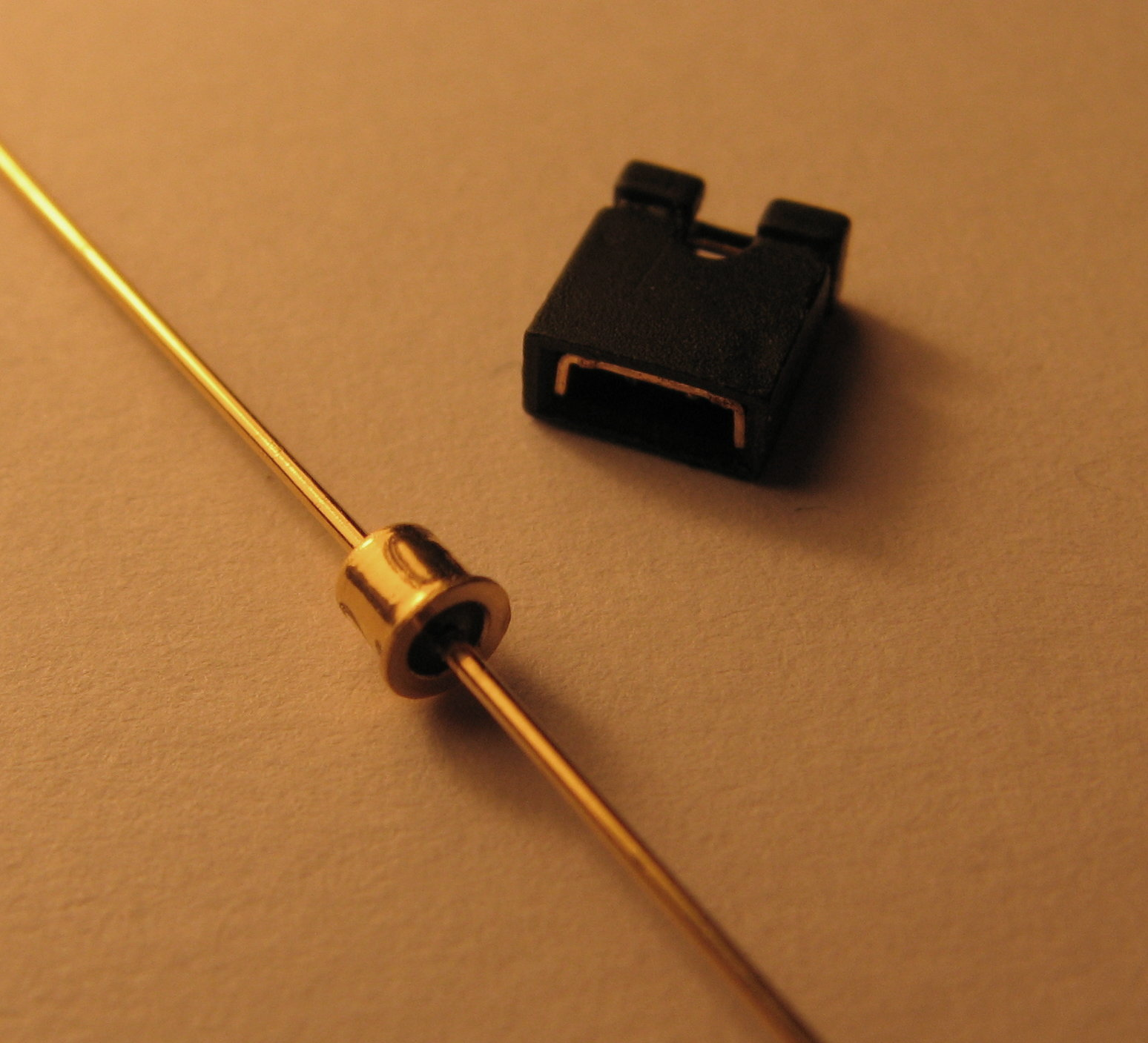
1N3716 トンネルダイオード（大きさを示すためジャンパーソケット（2.54 mm間隔）を添えている）
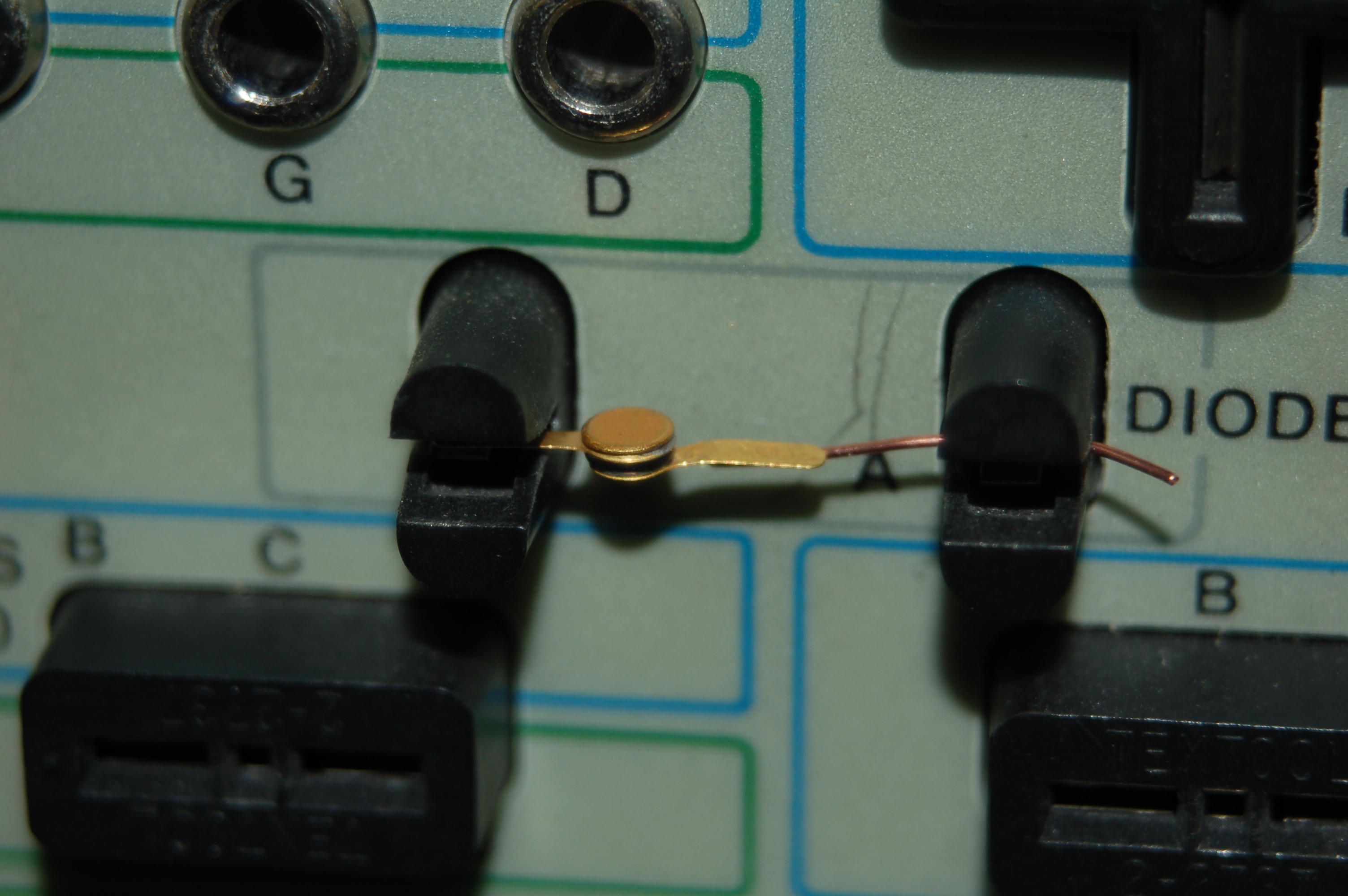
カーブトレーサーの試験装置に装着された 10 mA ゲルマニウムトンネルダイオード

## メーカー
現在製造していると確認できるメーカー
不明。2020年前後から、「トンネルダイオードの新品が販売しておらず手に入らない」「eBayなどで中古を探しても、ソ連製の、恐ろしく古いトンネルダイオードしか見つからない」などと指摘する人がいたり、困っている人を見かねて「50MHzより低い周波数用なら、JFETとバイポーラトランジスタの組合せで代用する方法もある」などとアドバイスが（英語圏でも）行われる状況になっている。2023年3月時点で、秋葉原の秋月電子通商やマルツエレックでも販売されていない。
かつて製造していたことが確認できるメーカー
パーツナンバーもつけて正式に出荷していたメーカーの一部を下に掲載。
- ソニー
- GE
- テキサスインスツルメンツ（ TI ）[16][17]
- M-Pulse Microwave Inc.（San Jose, CA, USA）[17]
- MACOM [17]
- American Microsemiconductor, Inc. （New Jersey, USA）[17]

かつて開発したことがあるメーカー
- ローム（共鳴トンネルダイオード）[18]